# Matilda Rosqvist
Matilda Rosqvist, född 16 oktober 1989 i Solna, är en tidigare fotbollsspelare från Sverige som bland annat spelat för AIK mellan 2016 och 2021. I AIK var Rosqvist lagkapten mellan 2018 och 2021. Hon ledde laget till seger i Elitettan 2020 och tog därmed AIK upp i Damallsvenskan för första gången sedan 2015. Parallellt med sin fotbollskarriär arbetade Matilda Rosqvist som legitimerad sjukgymnast.   
Våren 2009 och utnämndes till en av Norrettans bästa spelare 2009 av damfotboll.com.